# Waldviertel
Waldviertel (în traducere „Sfertul păduros”) este un ținut situat în partea de nord-vest a landului Austria Inferioară. Regiunea este delimitată la sud de Dunăre la sud-vest de Austria Superioară, la nord-vest de Cehia și la est de muntele Manhartsberg (537 m) de la care i se trage și denumirea de „Viertel ober dem Manhartsberg”. 

## Date geografice
Waldviertel se întinde pe o suprafață de 4.600 km² și avea în anul 1991 ca. 231.000 loc. Orașele principale din regiune sunt:
- Horn (Niederösterreich)
- Gmünd (Niederösterreich)
- Krems an der Donau
- Waidhofen an der Thaya
- Zwettl-Niederösterreich

Și mai cuprinde comuna Spitz (Niederösterreich), partea de nord a districtului Melk, ca și partea de vest a comunelor Hardegg (Niederösterreich) și Hohenwarth-Mühlbach am Manhartsberg ce aparțin de districtul  Hollabrunn.
Din punct de vedere geologic Wachau se întinde pe ambii versanți ai Dunării în Waldviertel, iar regiunea deluroasă Dunkelsteinerwald aparține de regiunea muntoasă Böhmische Masse (cehă: „Česká vysočina”), care se află parțial în Cehia.